# Mike Royce

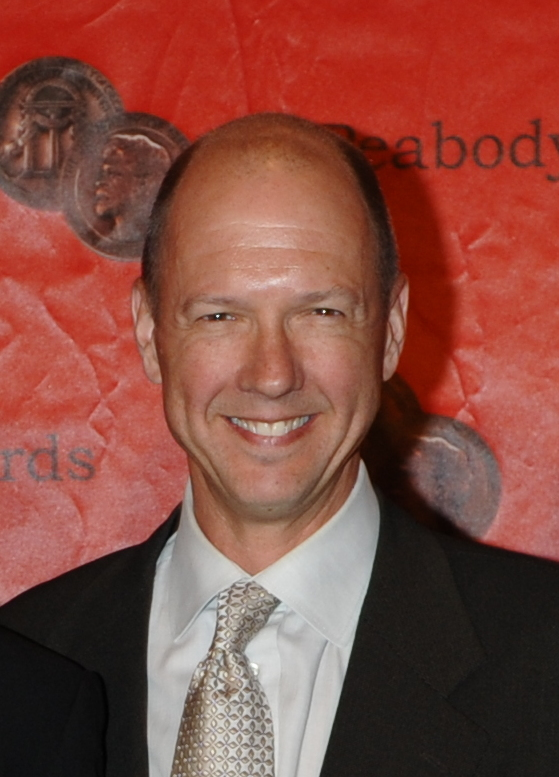
Mike Royce bei den Peabody Awards 2011

Mike Royce (* 1964) ist ein US-amerikanischer Schauspieler, Drehbuchautor und Fernsehproduzent.

## Leben
Royce wuchs in Syracuse im US-Bundesstaat New York auf. Dann absolvierte er im Jahr 1982 die Jamesville-Dewitt High School und ging dann an die Filmschule am Ithaca College, die er im Jahre 1986 absolvierte.
Von 1988 bis 1999 war Royce ein Stand-up-Comedian in New York City. Für einige Jahre war er auch ein Warm-up Comedian für Shows wie "The Maury Povich Show, Viva Variety, und Spin City. Im Jahr 1997 bekam er seinen ersten Job. Im Jahr 1999 wechselte Royce zu das Autorenteam von Alle lieben Raymond, wo er sich zur Position des Executive Producer für die letzten beiden Staffeln hocharbeitete. Im Jahr 2008 bestellte TNT ein Pilotprojekt für eine neue Serie von Royce und Ray Romano. Im Januar 2009 hatten sie zehn Folgen für die neue Serie "Männer eines bestimmten Alters", die am Montag, 7. Dezember 2009 um 10:00 Uhr Premiere feierte, fertiggestellt.

## Filmografie
- 1998: Chaos City (Spin City)
- 2001: 27th Annual People’s Choice Awards
- 2005: Everybody Loves Raymond: The Last Laugh
- 2006: Lucky Louie
- 2006: Help Me Help You
- 2009: Men of a Certain Age

## Auszeichnungen
Royce wurde für einen Emmy Award 2003 in der Kategorie Outstanding Writing for a Comedy Series, für die Everybody Loves Raymond Episode „Beratung“ nominiert. Er und die anderen Autoren und Produzenten von Alle lieben Raymond gewannen den Emmy für „Beste Comedy“ zweimal, 2003 und 2005.